# Elasticidad de sustitución constante
En economía, la elasticidad de sustitución constante (CES) es una propiedad de algunas funciones de producción y funciones de utilidad.
Más precisamente, se refiere a un tipo particular de función agregadora que combina dos o más tipos de consumo, o dos o más tipos de insumos productivos en una cantidad agregada. Esta función agregada exhibe una elasticidad de sustitución constante.

## Función de producción CES
La función de producción CES es un tipo de función de producción que muestra elasticidad de sustitución constante. En otras palabras, la tecnología de producción tiene un porcentaje constante de cambio en el factor (por ejemplo, mano de obra y de capital) proporciones debido a un cambio porcentual en la tasa marginal de sustitución técnica. Los dos factores de producción (capital y trabajo) en la función de producción CES fue introducida por Robert Solow, y más tarde hecha popular por Kenneth Arrow, Hollis B. Chenery, Minhas y el propio Solow es:
{\displaystyle Q=F\cdot \left(a\cdot K^{r}+(1-a)\cdot L^{r}\right)^{\frac {1}{r}}}
donde
- {\displaystyle Q} = Producción
- {\displaystyle F} = Factor de la Productividad
- {\displaystyle a} = parámetro de proporción
- {\displaystyle K}, {\displaystyle L} = Factores de producción primarios
- {\displaystyle r} = {\displaystyle {\frac {(s-1)}{s}}}
- {\displaystyle s} = {\displaystyle {\frac {1}{(1-r)}}} = elasticidad de sustitución.

Como su nombre lo indica, la función de producción CES presenta elasticidad de sustitución constante entre capital y trabajo. La función de producción de Leontief, la lineal y la Cobb-Douglas son casos especiales de la función de producción CES. Es decir, si r = 1 tenemos una función lineal de 1, si r se aproxima a cero, en el límite que tienen la función de Cobb-Douglas, y conforme r tiende a infinito negativo se obtiene la función Leontief. La forma general de la función de producción CES es:
{\displaystyle Q=F\cdot \left[\sum _{i=1}^{n}a_{i}X_{i}^{\frac {(s-1)}{s}}\ \right]^{\frac {s}{(s-1)}}}
donde
- {\displaystyle Q} = Producción
- {\displaystyle F} = Factor de la Productividad
- {\displaystyle a_{i}} = Ponderador i, {\displaystyle \sum _{i=1}^{n}a_{i}=1}
- {\displaystyle X} = Factores de producción (i = 1,2...n)
- {\displaystyle s} = elasticidad de sustitución.

Extender la forma CES (Solow) para dar cabida a múltiples factores de producción crea algunos problemas, sin embargo. No hay manera completamente general para hacer esto. Hirofumi Uzawa mostró que las funciones de producción de n-factores, (n> 2) son sólo posibles con elasticidades parciales constantes de sustitución o bien requieren que todas las elasticidades entre pares de factores sean idénticas o difieran en su caso por la misma cantidad, todos estos deben ser iguales entre sí y todas las elasticidades restantes deben ser la unidad. Esto es cierto para cualquier función de producción. Esto significa que el uso de la forma CES para más de 2 factores, generalmente, significa que no hay elasticidad de sustitución constante entre todos los factores.

## Función de utilidad CES
La misma forma funcional surge como una función de utilidad en la teoría del consumidor. Por ejemplo, si existen n tipos de bienes de consumo {\displaystyle c_{i}}, entonces, el consumo agregado {\displaystyle C} podría definirse utilizando la función agregadora CES: 
{\displaystyle C=\left[\sum _{i=1}^{n}a_{i}^{\frac {1}{s}}c_{i}^{\frac {(s-1)}{s}}\ \right]^{\frac {s}{(s-1)}}}
Una vez más, los coeficientes {\displaystyle a_{i}} son parámetros de acciones, y s es la elasticidad de sustitución. Por lo tanto, los bienes de consumo {\displaystyle c_{i}} son sustitutos perfectos cuando s tiende a infinito y complementos perfectos al s se aproxima a cero. El agregador CES también se denomina a veces agregador Armington, que fue discutido por Armington (1969).
Una función de utilidad CES es uno de los casos examinados por Avinash Dixit y Joseph Stiglitz en su estudio de la diversidad óptima del producto en un contexto de competencia monopolística.